# Chionolaena cryptocephala
Chionolaena cryptocephala là một loài thực vật có hoa trong họ Cúc. Loài này được (G.L.Nesom) G.L.Nesom mô tả khoa học đầu tiên năm 2001.